# 楊卓成
楊 卓成（よう たくせい、1914年 - 2006年11月26日）は、台湾の建築家。河北省豊潤県出身。著名な作品には台北市の円山大飯店と中正紀念堂等がある。

## 生涯
楊卓成は1914年に生まれた。天津の南開中学を卒業後、南開大学に入学し化学を修め、西南聯合大学に移った際には機械工学を学んだ。再び移った中山大学では建築学の学士学位を得た。卒業後、中英合弁の開灤炭鉱に就職した。1944年には建築技師の資格を取得。1946年に台湾へ移り、台北市政府都市計画科に勤めた。1953年、和睦建築師事務所を設立。
1967年4月30日には第一回建築金鼎奨を受賞した（同回の受賞者には、他にも林慶豐、王大閎、陳其寬、陳仁和、沈祖海、修澤蘭がいた）。
当時の蒋介石総統とその妻宋美齢に高く評価された楊は、円山大飯店、中正紀念堂、国家両庁院や慈湖陵寝など、戦後の台湾で最も重要なランドマークの多くに携わった。晩年、楊周成はアメリカに移住し、2006年11月26日にロサンゼルス近郊で92歳の生涯を閉じた。

## 設計手法
円山大飯店、中正紀念堂、国家音楽庁や国家戯劇院など、楊の建築は中国北方の宮殿風の様式を鉄筋コンクリートで表現したことが特徴である。そのほか、イスラム建築を参考に設計した台北清真寺、モダンなデザインの台湾大学体育館（旧体）など、楊の設計は多岐にわたる。楊が設計した中央百世大楼は、1980年代の台湾を代表する高層オフィスビルである。他にも陳其寛と共同で設計した中央銀行や台北の仰徳大楼などがある。

## 評価
楊兆成の建築には強烈な中国色がある。楊卓成や沈祖海は、ともに戦後上海から台湾に渡った最初の建築家の一人である。日本統治時代、日本人は台湾人が高度な建築設計や工学研究に従事することを制限し、建設現場での実務にしか従事させなかった。

## 作品一覧
| 国家 | 作品                                   | 画像 |
| ---- | -------------------------------------- | ---- |
| 台湾 | 中央銀行（台北市）1979年、1984年       |      |
| 台湾 | 士林官邸（台北市）1950年               |      |
| 台湾 | 中興新村中興會堂（南投県）1959年       |      |
| 台湾 | 慈湖陵寢（原慈湖賓館）（桃園市）1975年 |      |
| 台湾 | 台北清真寺（台北市）1960年             |      |
| 台湾 | 城中大樓（台北市）1972年               |      |
| 台湾 | 国立台湾大学体育館（台北市）1962年     |      |
| 台湾 | 梨山賓館（台中市）1965年               |      |
| 台湾 | 高雄円山飯店（高雄市）1971年           |      |
| 台湾 | 円山大飯店（台北市）1973年改建落成     |      |
| 台湾 | 中正紀念堂（台北市）1980年             |      |
| 台湾 | 国家音楽庁（台北市）1987年             |      |
| 台湾 | 国家戯劇院（台北市）1987年             |      |
| 台湾 | 中央百世大楼（台北市）1996年完工       |      |

## 参考資料
1. ↑  “建築金鼎獎頒獎典禮”. 台視新聞. 2018年8月31日時点のオリジナルよりアーカイブ。2018年8月30日閲覧。
2. ↑  “獲建築金鼎獎的十位建築師作品:照片和模型展覽”. 台視新聞. 2018年9月3日時点のオリジナルよりアーカイブ。2018年9月4日閲覧。
3. ↑  蔡振源 (2006年12月3日). “兩廳院建築師病逝 楊卓成享年92歲 中正紀念堂、圓山飯店也是他的大作”. 聯合晚報:  p. 4